# Klinikverbund St. Antonius und St. Josef
Der Klinikverbund St. Antonius und St. Josef GmbH ist eine freigemeinnützige Krankenhausträgergesellschaft mit Sitz in Wuppertal. Die Gesellschaft ist eine Einrichtung der Stiftung der Cellitinnen zur Hl. Maria in Köln. Sie wurde im Juli 2009 gegründet und unterhält heute 522 Betten in drei Krankenhäusern.

## Einrichtungen
Die Krankenhäuser befinden sich in Wuppertal. Stammhaus und Verwaltungssitz ist das 1899 erbaute Petrus-Krankenhaus in Wuppertal-Barmen. Tätigkeitsschwerpunkt des Unternehmens ist der Akut- und Rehabilitationsbereich.

### Petrus-Krankenhaus
Im Petrus-Krankenhaus in Wuppertal-Barmen gibt es die Fachabteilungen Innere Medizin (Hämatologie/Onkologie, Gastroenterologie, Pneumologie, Kardiologie, Nephrologie), Chirurgie (Allgemeinchirurgie, Unfallchirurgie, Thoraxchirurgie und Gefäßchirurgie), Geriatrie mit geriatrischer Rehabilitation, Radiologie und Strahlentherapie. Zudem verfügt das Petrus-Krankenhaus u. a. über ein Onkologisches Zentrum, ein Darmkrebszentrum, ein AltersTraumaZentrum, ein Traumazentrum und ein Lungenzentrum.

### St. Anna-Klinik

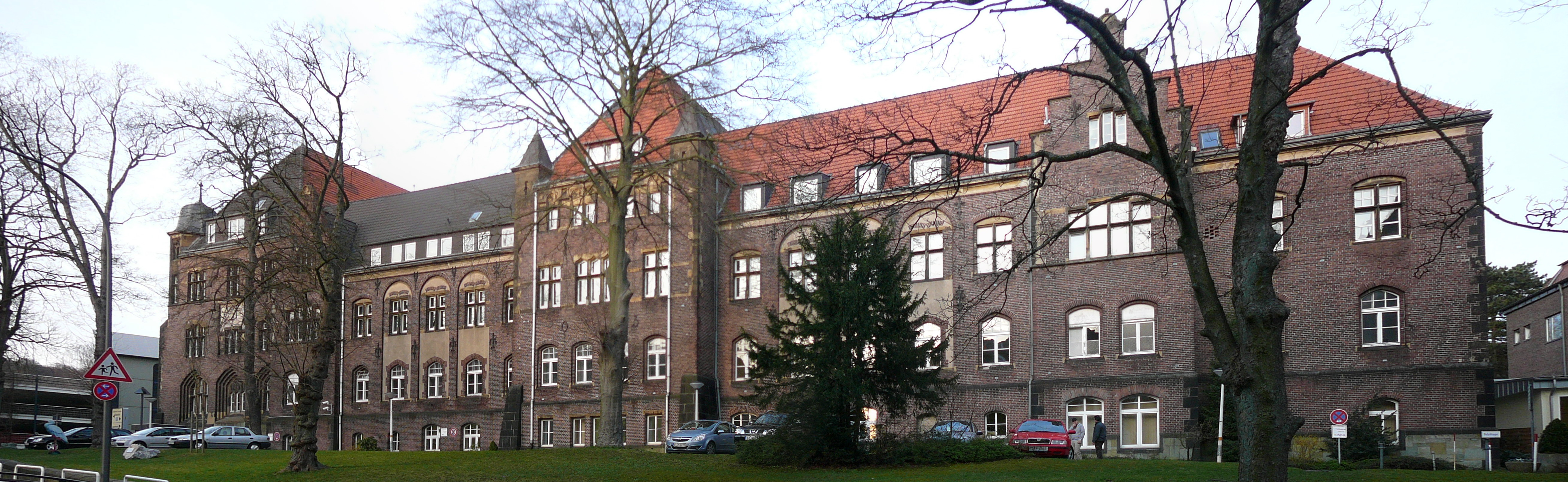
St. Anna-Klinik an der Vogelsangstraße

In der St.-Anna-Klinik in Wuppertal-Elberfeld (ehemals Landesfrauenklinik, danach bis 2011 Klinik Vogelsangstraße) waren bis Ende Mai 2016 die Fachabteilungen für Gynäkologie und Geburtshilfe, HNO, Koloproktologie und plastische und ästhetische Chirurgie. Die Gynäkologie und Geburtshilfe zog nach Übernahme in die Helios Kliniken Wuppertal um.
Aktuell ist die St. Anna-Klinik als Hals-Nasen-Ohren Klinik etabliert und wird durch das Department der Plastische und rekonstruktive Kopf- und Hals-Chirurgie unterstützt.

### Krankenhaus St. Josef
Das Krankenhaus St. Josef in Wuppertal-Elberfeld, auch als Kapellchen bekannt, hat Fachabteilungen für Rheumatologie, Orthopädie, Handchirurgie, Wirbelsäulenchirurgie, Arthroskopie, Schmerztherapie und Geriatrie. 2019 wurde das Haus um eine Zentrale Notaufnahme sowie Fachabteilungen für Chirurgie (Allgemein- und Unfallchirurgie) und Innere Medizin (Pneumologie und Gastroenterologie) erweitert.

### Weitere Einrichtungen
Zum Klinikverbund St. Antonius und St. Josef gehören neben den drei Krankenhäusern außerdem das Regionale Therapie-Zentrum (RTZ), die Akademie für Gesundheitsberufe (AfG) und das Medizinische Versorgungszentrum MVZ Medi-Wtal.